# Katie Meili
Pour les articles homonymes, voir Meili (homonymie).
Katie Meili, née le 16 avril 1991 à Carrollton, est une nageuse américaine.
Elle remporte la médaille de bronze du 100 mètres brasse aux Jeux olympiques d'été de 2016 à Rio de Janeiro.

## Palmarès

### Championnats du monde

#### Grand bassin
- Championnats du monde 2017 à Budapest :
  -  Médaille d'or du relais 4 × 100 m quatre nages (participe uniquement aux séries)
  -  Médaille d'argent du 100 m brasse
  -  Médaille de bronze du 50 m brasse